# Pachybrachis haematodes
Pachybrachis haematodes är en skalbaggsart som beskrevs av Christian Wilhelm Ludwig Eduard Suffrian 1852. Pachybrachis haematodes ingår i släktet Pachybrachis och familjen bladbaggar. Inga underarter finns listade i Catalogue of Life.